# Edith Parker
Pour les articles homonymes, voir Parker.
Edith Parker est une joueuse de tennis américaine du début du XXe siècle.
En 1900, elle a atteint la finale du simple dames de l'US Women's National Championship, où elle a été battue par Myrtle McAteer. Elle a cependant gagné le double dames aux côtés de Hallie Champlin.

## Palmarès (partiel)

### Finale en simple dames
| No | Date       | Nom et lieu du tournoi                  | Catégorie | Surface      | Vainqueure     | Score         |          |
| -- | ---------- | --------------------------------------- | --------- | ------------ | -------------- | ------------- | -------- |
| 1  | 19/06/1900 | US National Championships, Philadelphie | G. Chelem | Gazon (ext.) | Myrtle McAteer | 6-2, 6-0, 6-0 | Parcours |

### Titre en double dames
| No | Date       | Nom et lieu du tournoi                 | Catégorie | Surface      | Partenaire      | Finalistes                 | Score         |          |
| -- | ---------- | -------------------------------------- | --------- | ------------ | --------------- | -------------------------- | ------------- | -------- |
| 1  | 19/06/1900 | US National Championships Philadelphie | G. Chelem | Gazon (ext.) | Hallie Champlin | Myrtle McAteer Marie Wimer | 9-7, 6-2, 6-2 | Parcours |

## Parcours en Grand Chelem (partiel)
Si l’expression « Grand Chelem » désigne classiquement les quatre tournois les plus importants de l’histoire du tennis, elle n'est utilisée pour la première fois qu'en 1933, et n'acquiert la plénitude de son sens que peu à peu à partir des années 1950.

### En simple dames
| Année | - | - | Championnat de France | Championnat de France | Wimbledon | Wimbledon | US National   | US National    |
| 1899  | - | - | -                     | -                     | -         | -         | 1/4 de finale | Jane Craven    |
| 1900  | - | - | -                     | -                     | -         | -         | Finale        | Myrtle McAteer |

À droite du résultat, l’ultime adversaire.

### En double dames
| Année | - | - | Championnat de France | Championnat de France | Wimbledon | Wimbledon | US National            | US National            |
| 1899  | - | - | -                     | -                     | -         | -         | 1/2 finale H. Champlin | Jane Craven M. McAteer |
| 1900  | - | - | -                     | -                     | -         | -         | Victoire H. Champlin   | M. McAteer Marie Wimer |

Sous le résultat, la partenaire ; à droite, l’ultime équipe adverse.